# Contea di Venango
La contea di Venango (in inglese Venango County) è una contea dello Stato della Pennsylvania, negli Stati Uniti. La popolazione al censimento del 2000 era di 57 565 abitanti. Il capoluogo di contea è Franklin.

## Comuni

### City
- Franklin
- Oil City

### Borough
- Barkeyville
- Clintonville
- Cooperstown
- Emlenton‡
- Pleasantville
- Polk
- Rouseville
- Sugarcreek
- Utica

### Township
- Allegheny
- Canal
- Cherrytree
- Clinton
- Cornplanter
- Cranberry
- Frenchcreek
- Irwin
- Jackson
- Mineral
- Oakland
- Oil Creek
- Pinegrove
- Plum
- President
- Richland
- Rockland
- Sandycreek
- Scrubgrass
- Victory

### CDP
- Hannasville
- Hasson Heights
- Kennerdell
- Seneca
- Woodland Heights